# Szent Miklós-körtemplom
Az Árpád-kori Szent Miklós-körtemplom Szlovéniában, a Muravidéken, Nagytótlak (Selo) településen található. Ez a rotunda vagy kerekegyház a település fő nevezetessége.

## Története
A 13. század első felében épülhetett. Első írásos említése 1365-ból származik. Egy 1698-as egyházi vizitációról készült feljegyzés megemlíti, hogy a hagyomány szerint a templomosok építtették.
A táj és ezzel együtt a helység fekvése építésekor és utána is meglehetősen periférikus volt, Magyarország hagyományos határvidékén, a gyepűkhöz közel terült el. A vidéket a háborúk szerencsére elkerülték és így a templom sokáig megőrizhette ősi formáját. Az 1778-as egyházi vizitáció jó állapotban találta.
A 19. században, 1845-46-ban szenvedte el a templom a mai szemmel nézve legdurvább átalakításokat, amikor is román stílusú ablakait befalazták, illetve másokat megnagyobbítottak, az oltár helyére „korszerű” tornyot építettek, és ugyancsak lecserélték a tetőzetet. Az 1490 körül készült késő gótikus szárnyas oltárt viszont 1864-ben Pestre szállítottak.
1956-ban a jugoszláv műemlékvédelem végezte el a templom átfogó restaurálását, az eredeti román stílusú állapot lehetőség szerinti visszaállítását.

## Leírása
A kő alapzaton téglából épült falak állnak, amelyeket kúp alakú zsindelytető fed. A keleti oldalon a körtemplomhoz egy alacsonyabb, félkör alakú oltárhelyiség csatlakozik. A templom külsejét sűrűn elhelyezett függőleges sávok, un. lizénák tagolják, amelyek a tető alatti, farkasfog díszítésű koszorút hordják. A fehér vakolat alól áttűnik a vulkáni kőből készült lábazat, valamint feljebb a téglából készült falazat. A déli oldalon lévő bejárat mellett három félköríves ablakocska van a falba vágva. A templom belsejében, a falat tíz különböző nagyságú, félköríves fülke tagolja, amelyek egykor ülőhelyként is szolgálhattak. A hajó kerek kupolával, az oltár apszisa pedig félkupolával boltozott. A templomnak korábban döngölt agyagpadlója volt, ma téglával van kikövezve. A kerek alaprajz, a külső lizénák, a koszorúpárkány, a félkör alakú apszis, a kupola és a földszinti falfülkék, román kori épületről tanúskodnak és a 13. század első felére utalnak.
A nagytótlaki körtemplom Szlovéniában a jelentősebb román stílusú építészeti emlékek egyike, a maga nemében egyedülálló. Társai az országhatár magyar oldalán találhatók (Kallósd, Vitenyédszentpál stb.) a Nyugat-Dunántúlon, ahol a tatárjárás 1241/42-ben nem pusztított annyira, mint a Magyar Királyság egyéb területein. E templomtípust a források gyakran „Rotunda ecclesia”-nak, azaz kerek templomnak nevezik, amelyről több település (Kerekegyháza) a nevét is kapta.
A templombelső falképei is jelentős értéket képviselnek. A templom a felépítése után néhány évtizedig valószínűleg meszelten maradt. Az első falfestmények 1300 körül készülhettek, a freskó-technika elterjedése előtt, közvetlenül a nedves meszelésre, késő gótikus ábrázolási stílusban. Erre a határozott kontúrok és festett belső mezők jellemzőek. A személyeket síkszerű foltokkal, minden térbeli elhelyezés nélkül ábrázolják.
A rotundát 1400 körül újból kifestették. Erre az időre Magyarországon is elterjedt a frissen vakolt falra való festés szokása, a freskótechnika, amely sokkal maradandóbb az előzőnél, ezért az új képek több mint 550 év után is frissnek hatnak. Megváltozott a művészi stílus is, az újabb freskók már a gótikus plasztikus stílushoz tartoznak.
A kupola festményei maradtak fenn a legjobban. ezeket 1980-ban restaurálták. A csúcspontban hatalmas mandorlát találunk, amelyben Krisztus egy szivárványon áll. Rajta kívül a hold és a nap, valamint a négy evangélista jelképe látható. A kupola ívének mezőin Krisztus szenvedése van lefestve, kezdve a Jeruzsálembe való bevonulástól, a Passió-ciklus pedig a henger alakú falon folytatódik. Itt a Háromkirályok hódolatából már csak néhány szerény maradvány látszik, amelyet a gótikus festőművész (a régebbi rétegre ráfestve) az északi oldalon helyezett el. A falfülkékben szentek sora látható.
A templomban ma is rendszeresen tartanak miséket. Közelében az Európai Unió támogatásával szerény látogatóközpont épült, ahol magyar nyelvű írásos, valamint audio tájékoztató anyagok is rendelkezésre állnak.

## Galéria

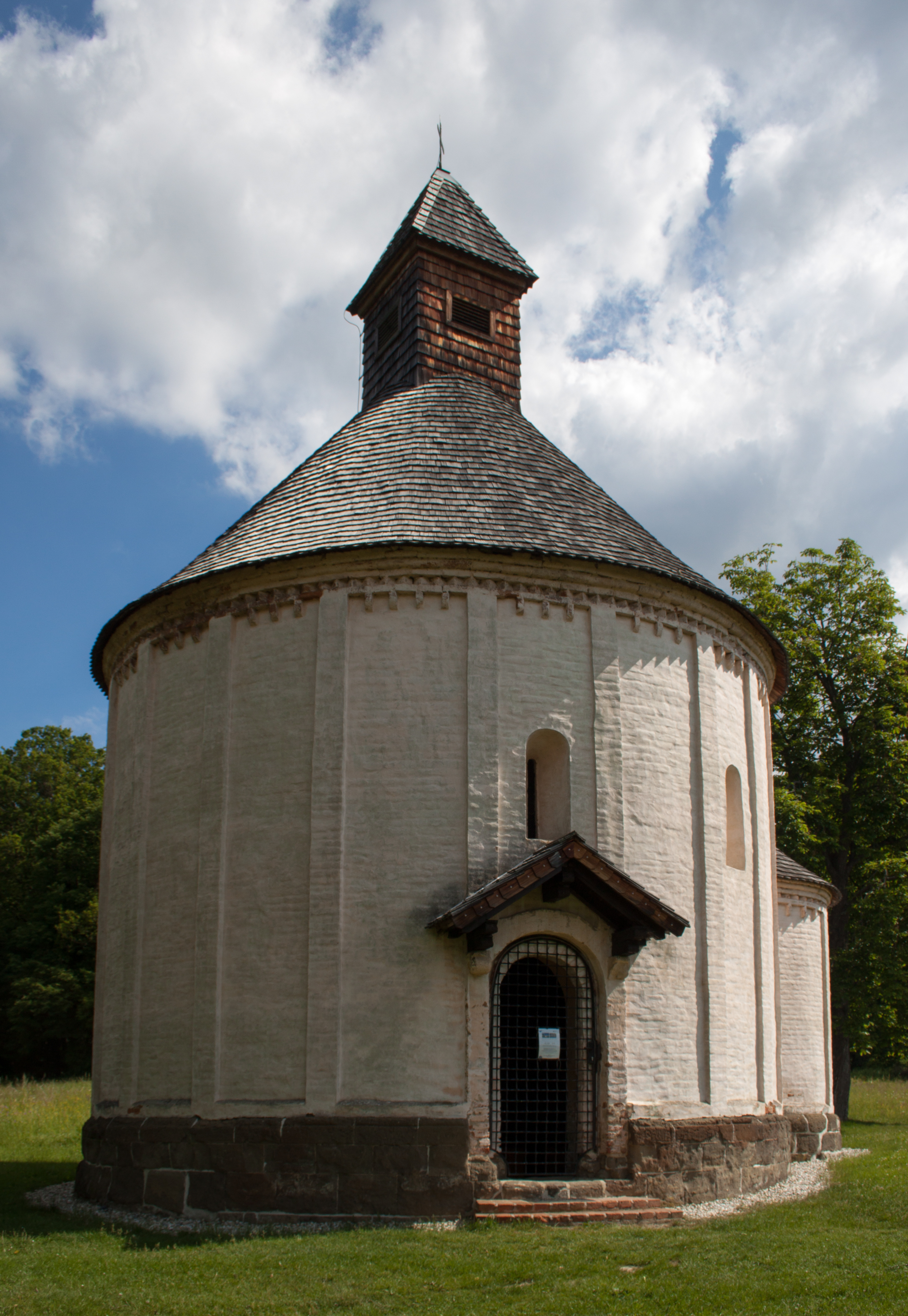
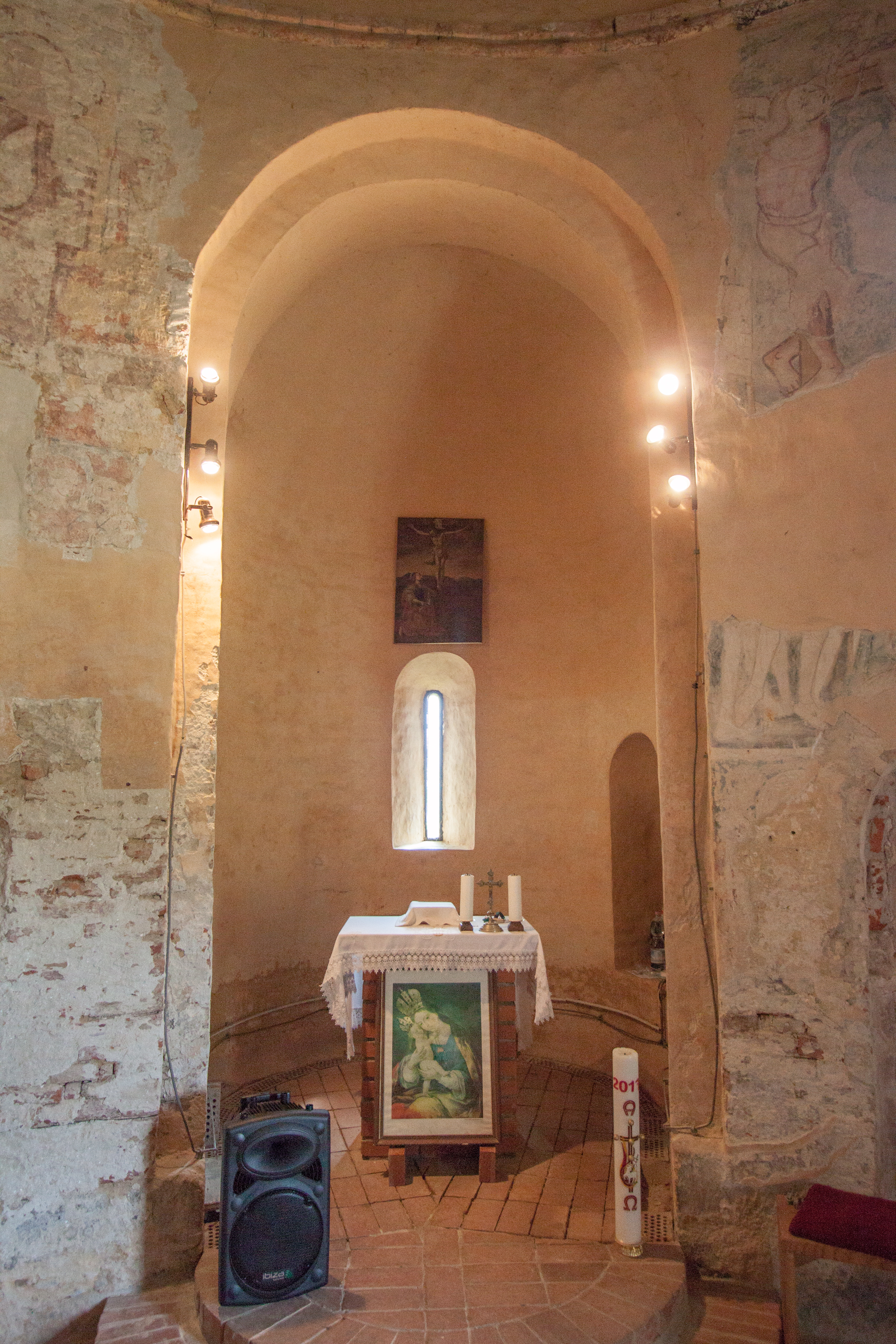
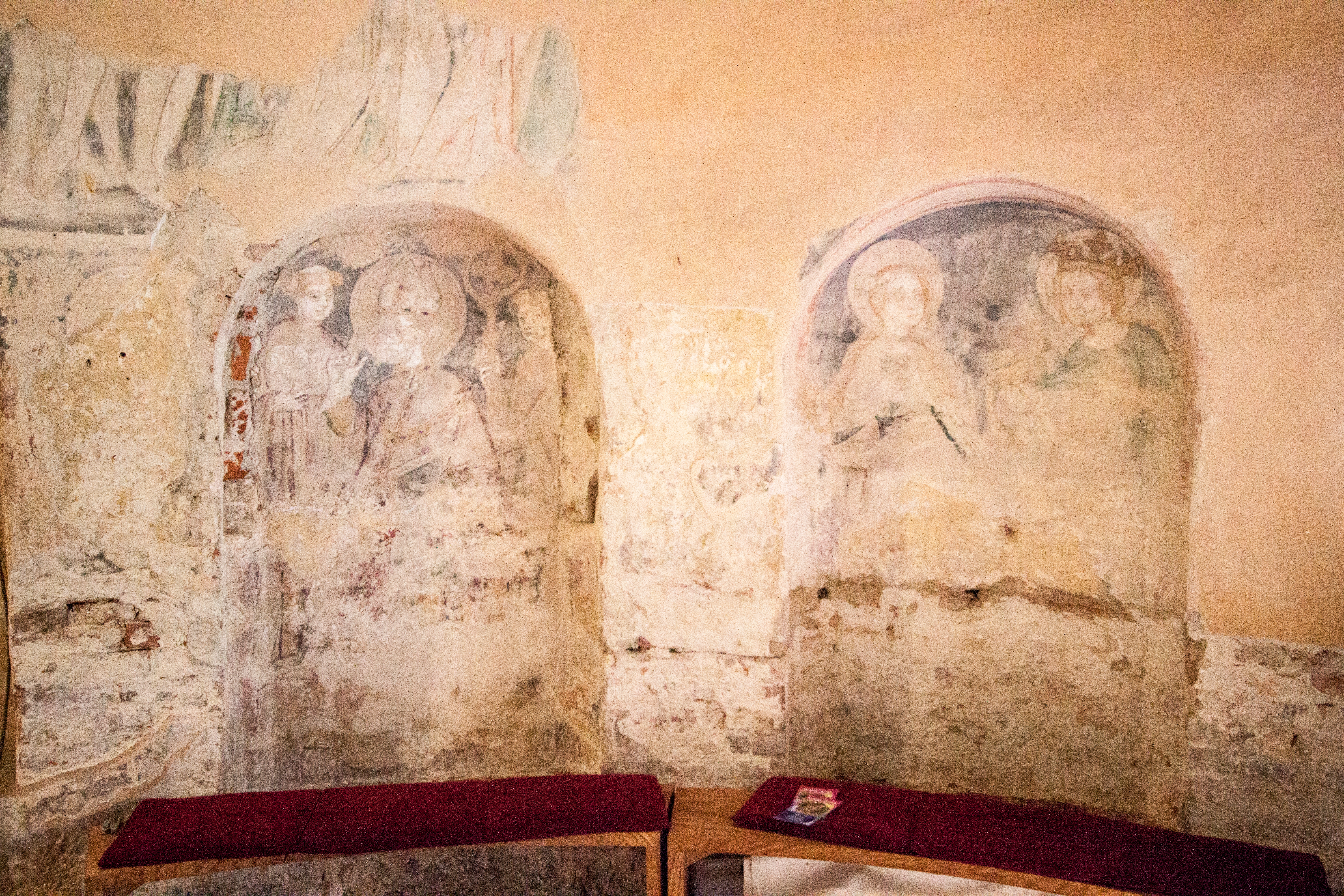
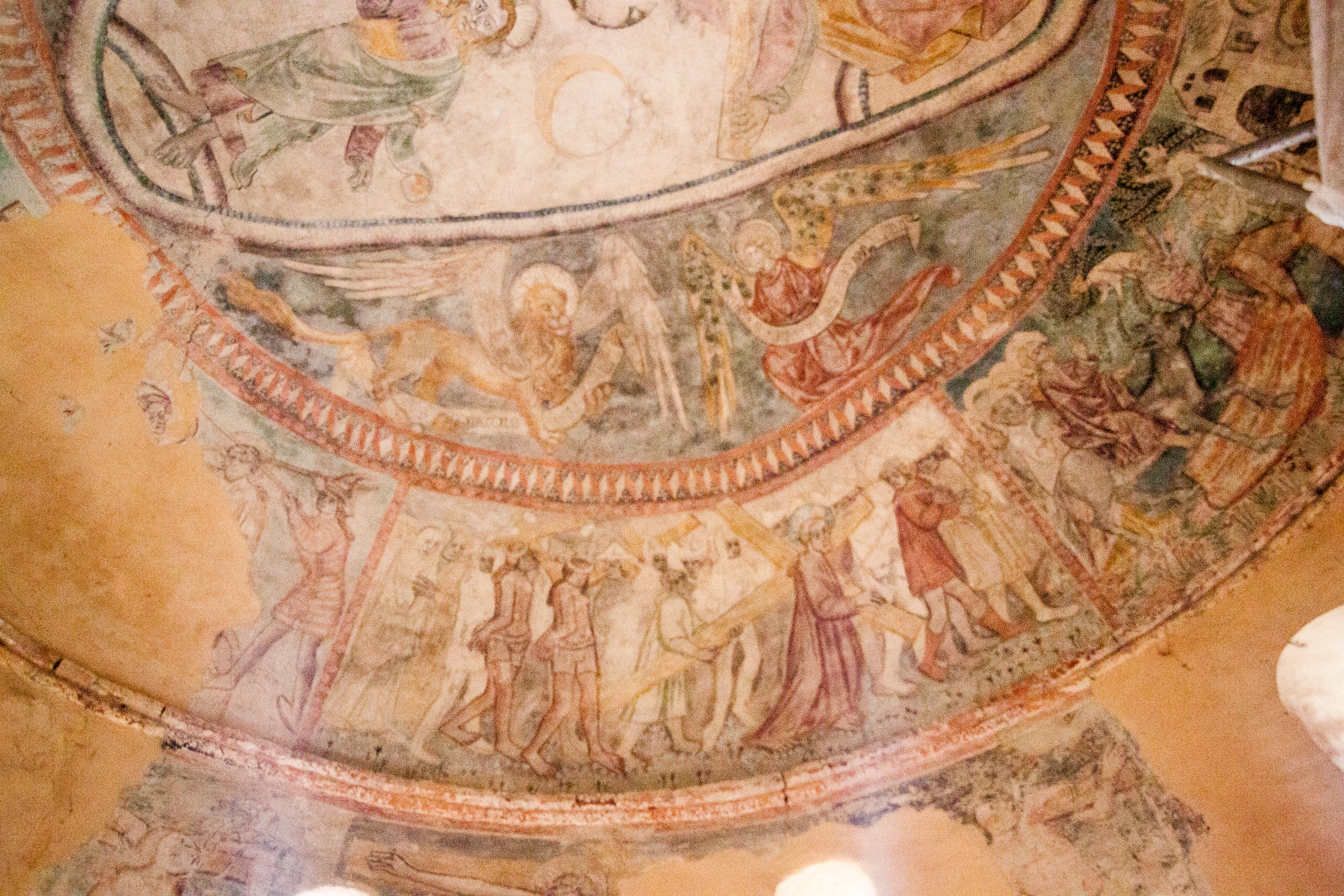
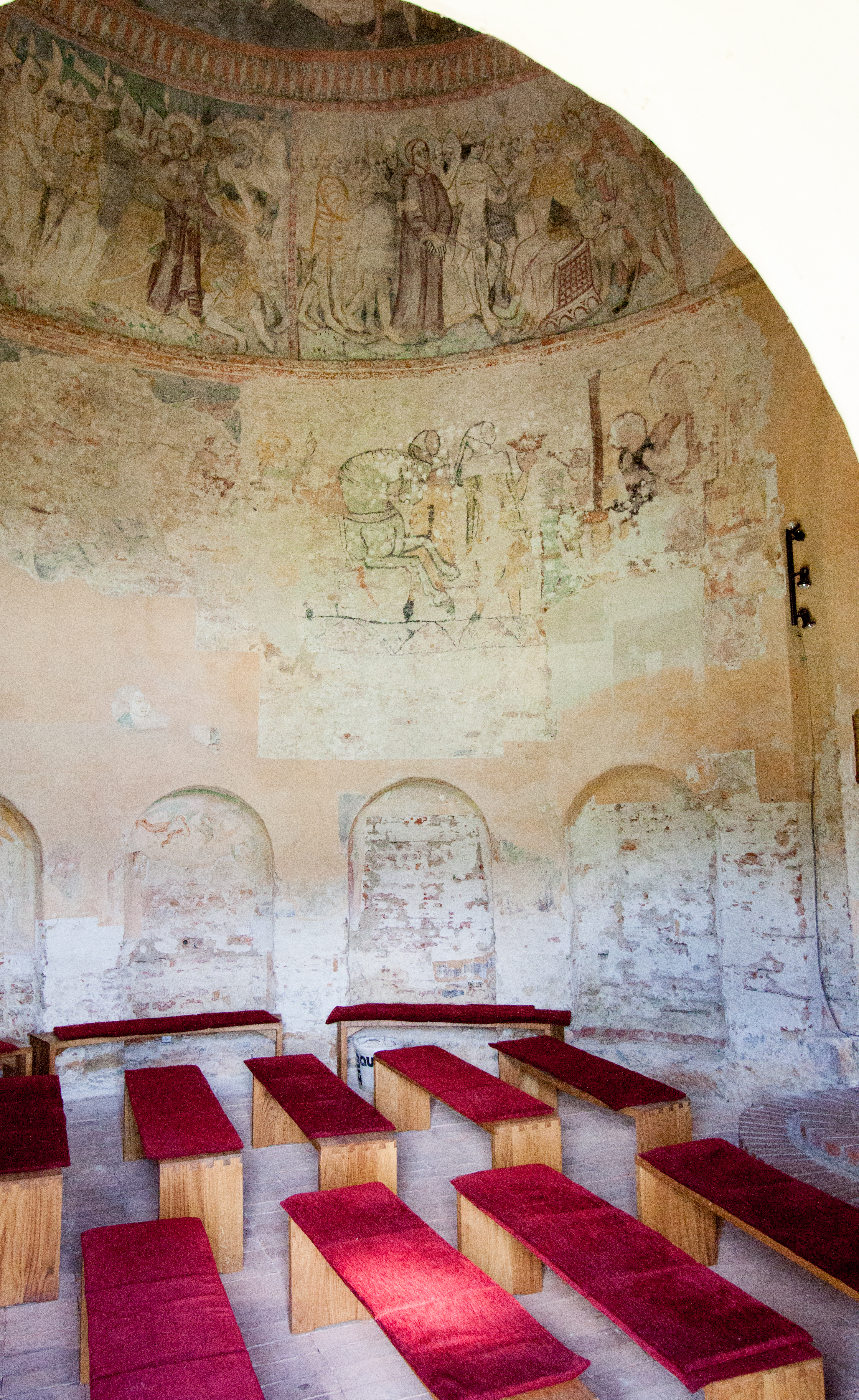
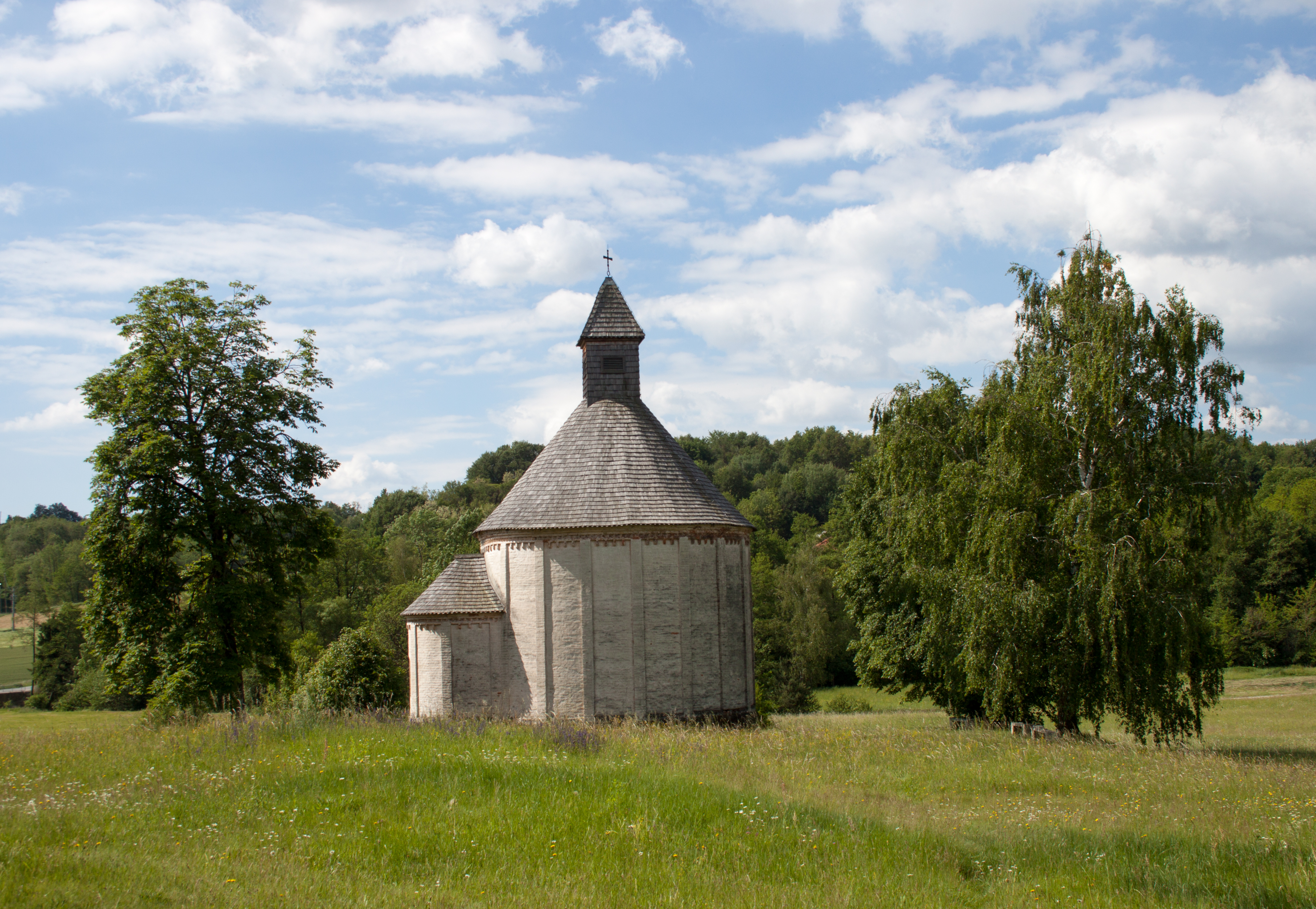